# Irakli Kvirikasjvili
Irakli Kvirikasjvili (Georgisch: ირაკლი კვირიკაშვილი; Koetaisi, 30 september 1984) is een Georgisch voetbalscheidsrechter. Hij is in dienst van FIFA en UEFA sinds 2021. Ook leidt hij sinds 2016 wedstrijden in de Erovnuli Liga.
Op 27 augustus 2016 leidde Kvirikasjvili zijn eerste wedstrijd in de Georgische nationale competitie. Tijdens het duel tussen Lokomotivi Tbilisi en Goeria Lantsjchoeti (2–1) trok de leidsman achtmaal de gele kaart, waarvan twee aan dezelfde speler van de bezoekers die daardoor mocht inrukken. In Europees verband debuteerde hij op 15 juli 2021 tijdens een wedstrijd tussen Kauno Žalgiris en Europa FC in de eerste voorronde van de UEFA Conference League; het eindigde in 2–0 en Kvirikasjvili gaf zes spelers geel. Zijn eerste interland floot hij op 27 maart 2018, toen Armenië met 0–1 verloor van Litouwen. Tijdens deze wedstrijd deelde Kvirikasjvili aan vier spelers een gele kaart uit.

## Interlands
| Datum         | Plaats           | Wedstrijd          | Uitslag | Competitie        | Kreeg geel | Kreeg voor de tweede keer geel en dus rood | Weggestuurd |
| ------------- | ---------------- | ------------------ | ------- | ----------------- | ---------- | ------------------------------------------ | ----------- |
| 27 maart 2018 | Jerevan, Armenië | Armenië – Litouwen | 0 – 1   | Vriendschappelijk | 4          | 0                                          | 0           |
| 22 maart 2024 | Jerevan, Armenië | Armenië – Kosovo   | 0 – 1   | Vriendschappelijk | 4          | 0                                          | 0           |

Laatst bijgewerkt op 29 maart 2024.